# بنوار (جفال)
بنوار (بالفارسية: بنوار) هي منطقة سكنية تقع في إيران في قسم جفال الريفي. يقدر عدد سكانها بـ 146 نسمة بحسب إحصاء 2016.